# مدرسة كارول الثانوية
مدرسة كارول الثانوية هي مدرسة ثانوية خاصة مختلطة تقع في دايتون، أوهايو، الولايات المتحدة. تديره أبرشية الروم الكاثوليك في سينسيناتي. يشار إليها أحيانًا باسم مدرسة رئيس الأساقفة كارول الثانوية أو دايتون كارول.